# تخت جمشيد
تخت جمشيد أو برسبوليس (فارسية قديمة: پارسه، فارسية: تخت جمشيد أو پرسپولیس، يونانية: Πέρσης πόλις پرس پولس) هي عاصمة الإمبراطورية الأخمينية (550-330 ق.م). يبعد هذا الموقع مسافة 70 كم شمال شرق مدينة شيراز في محافظة فارس في إيران. في الفارسية الحديثة، يعرف هذا الموقع باسم تخت جمشيد (أي عرش جمشيد) أو پارسه. أقدم بقايا هذا الموقع يعود تاريخها إلى 515 ق.م. يدعى هذا الموقع عند الفرس القدامى باسم پارسه، والتي تعني «مدينة الفرس». وترجمة اسم برسبوليس في اليونانية تعني «المدينة الفارسية».
وقد تم إعلان تخت جمشيد كموقع للتراث العالمي من قبل اليونسكو.

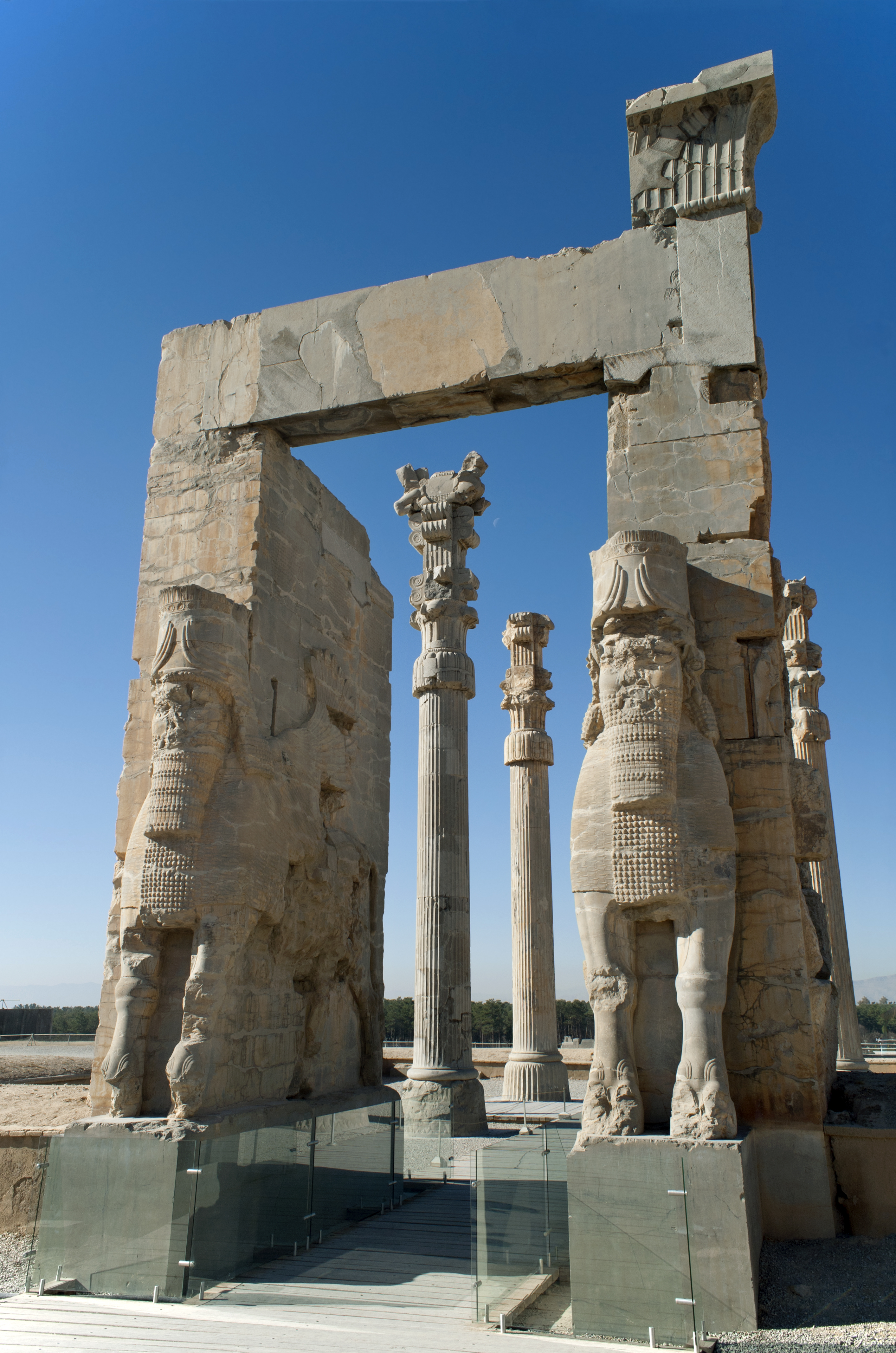
Gate of All Nations.

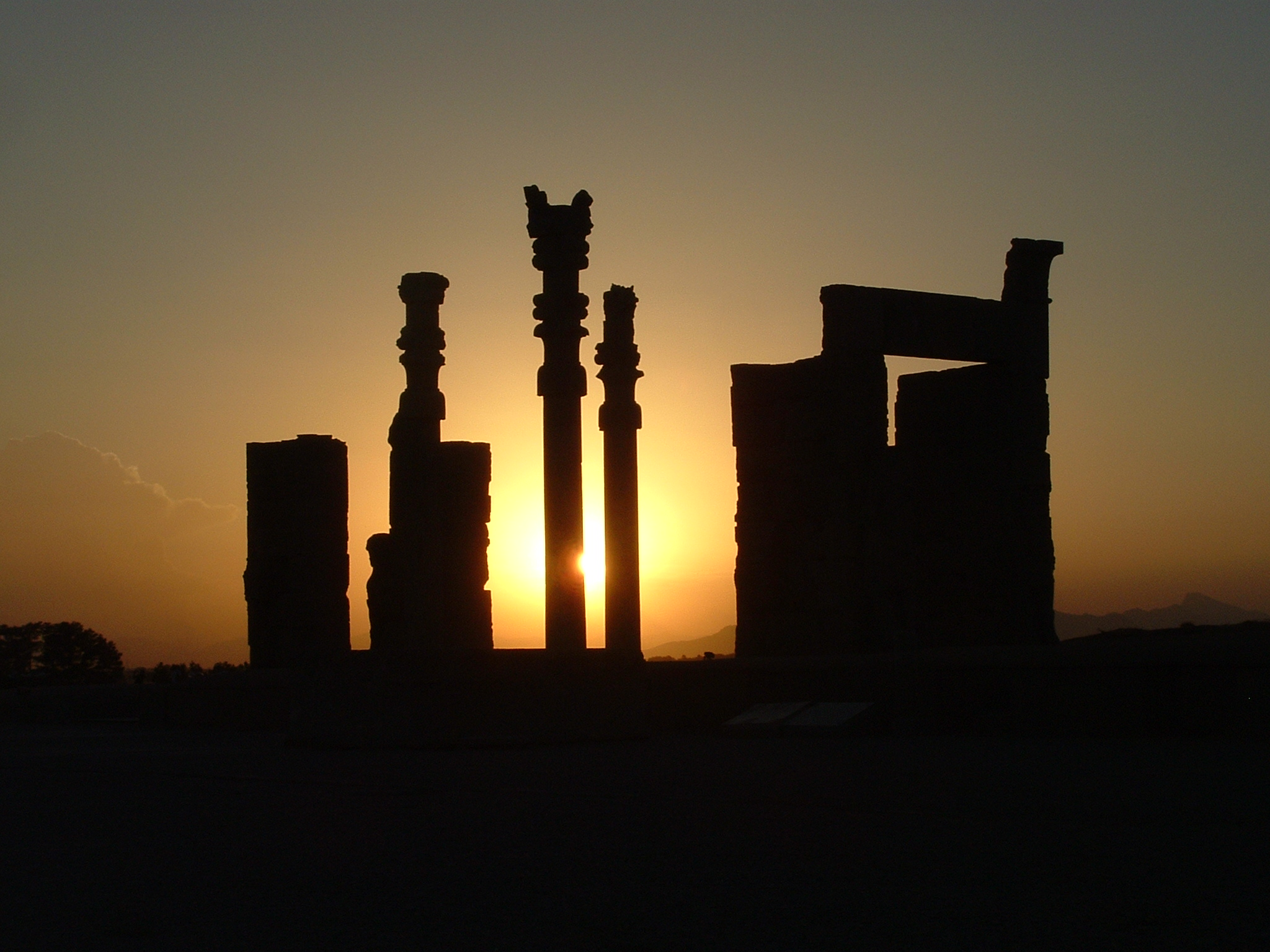

## الإنشاء والبناء
الأدلة الآثارية تثبت بأن أولى بقايا هذا الموقع قد تم إنشائها في عام 515 ق.م. عالم الآثار الفرنسي، رينيه غودار، الذي قام لتنقيب في الموقع في بداية العقد الرابع من القرن السابق، افترض أن قورش الكبير قام باختبار موقع تخت جمشيد، لكن دارا الأول هو من قام ببناء المصطبة والقصور العظيمة.
وقد أمر دارا الأول ببناء قصر آبادانا وقاعة المجلس (القاعة ذات الأبواب الثلاث)، وخزانة الدولة وما حولها. وقد تم إنهائها في عهد إبنه، الملك خشایار الأول. والعديد من المنشأت تم بنائها على نفس المصطبة إلى حين سقوط السلالة الأخمينية. وتمثل عمارة برسبوليس نوعين من المباني السكنية والإدارية وتوجد وحدات متماثلة من كلا النوعين تمثلهما والتصميم الأساسي للمبنى يتكون من إيوان ذي عمد يؤدي إلى قاعة فسيحة ويسند السقف الخشبي أعمدة مضلعة ومقعرة الأوجه ويتكون تاج العمود من صور حيوانات وضعت ظهرا لظهر وهذا الطراز من العمارة فريد في هذا العصر ويزيد ارتفاع بعض هذه الأعمدة عن عشرين مترا وكانت بعض قاعات المباني الإدارية تحتوي على عدد كبير من هذه الأعمدة قد يبلغ 121 عمودا ورغم الفتحات والشبابيك التي استعملت أحيانا فإن مباني برسبوليس كانت دائما مظلمة بسبب القاعات المليئة بالأعمدة وأهم مواد البناء كانت الحجر الجيري المستخرج محليا والكتل الضخمة كانت تثبت بواسطة اللصق الناشف ورغم كثرة استعمال الألوان من الداخل إلا أن الزخرفة الرئيسية كانت على الواجهات.

## أضرار ومخاطر
تعرّض الموقع للتدمير والنهب والزلازل والحرائق والعواصف على مر القرون، أما الخطر الرئيسي اليوم فمصدره الأشنات الناتجة عن مزيج من الفطريات والطحالب والتي تهاجم سطح الحجارة وداخلها على السواء، وخصوصًا بالنسبة للزخارف المنحوتة على حجارة الأدراج. وغالبًا ما تتركز هذه الكائنات الدقيقة المتنوعة الألوان في المدافن، حيث تستعمر شواهد القبور، وخصوصًا في المناطق الرطبة.

وحسب العلماء فأن هذه الكائنات تستطيع أن تحوّل التضاريس غبارًا خلال فترة تراوح بين 50 و100 عام، هذا وينكبّ خبراء وسط أنقاض موقع برسبوليس على القضاء على الأشنات مستخدمين تقنيات حديثة كالليزر، وكذلك المواد الكيميائية في عمل جبار يستغرق سنوات.

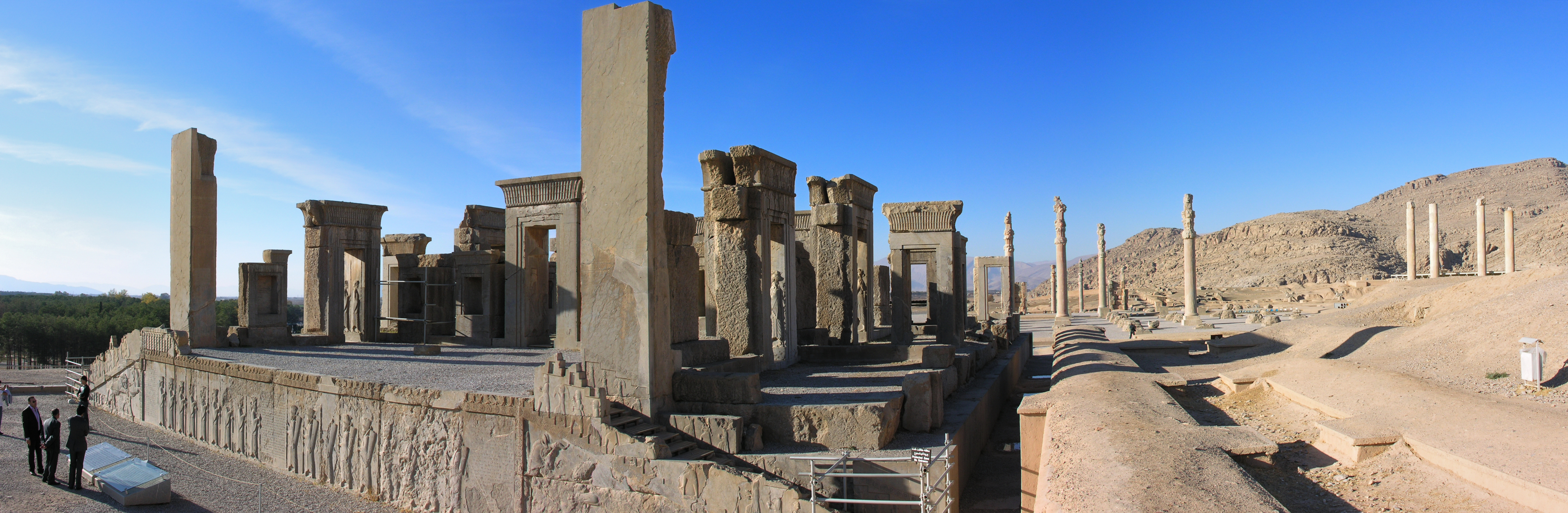
برسبوليس

## معرض صور

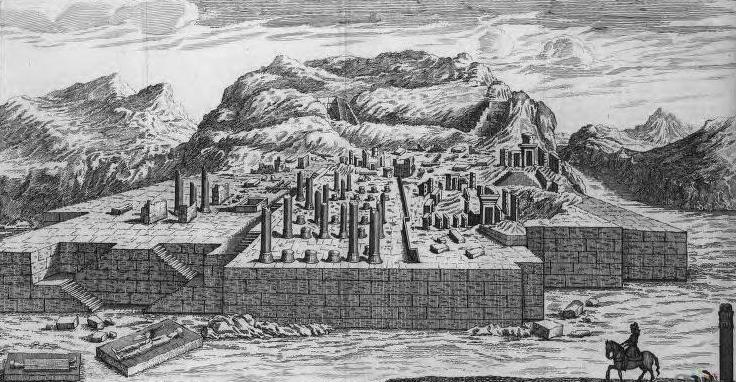
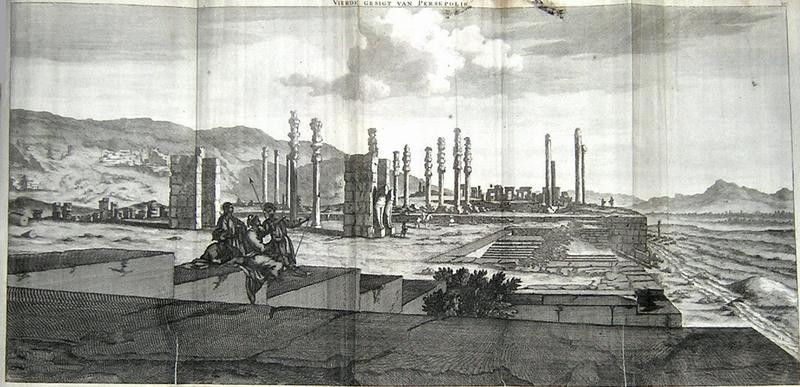
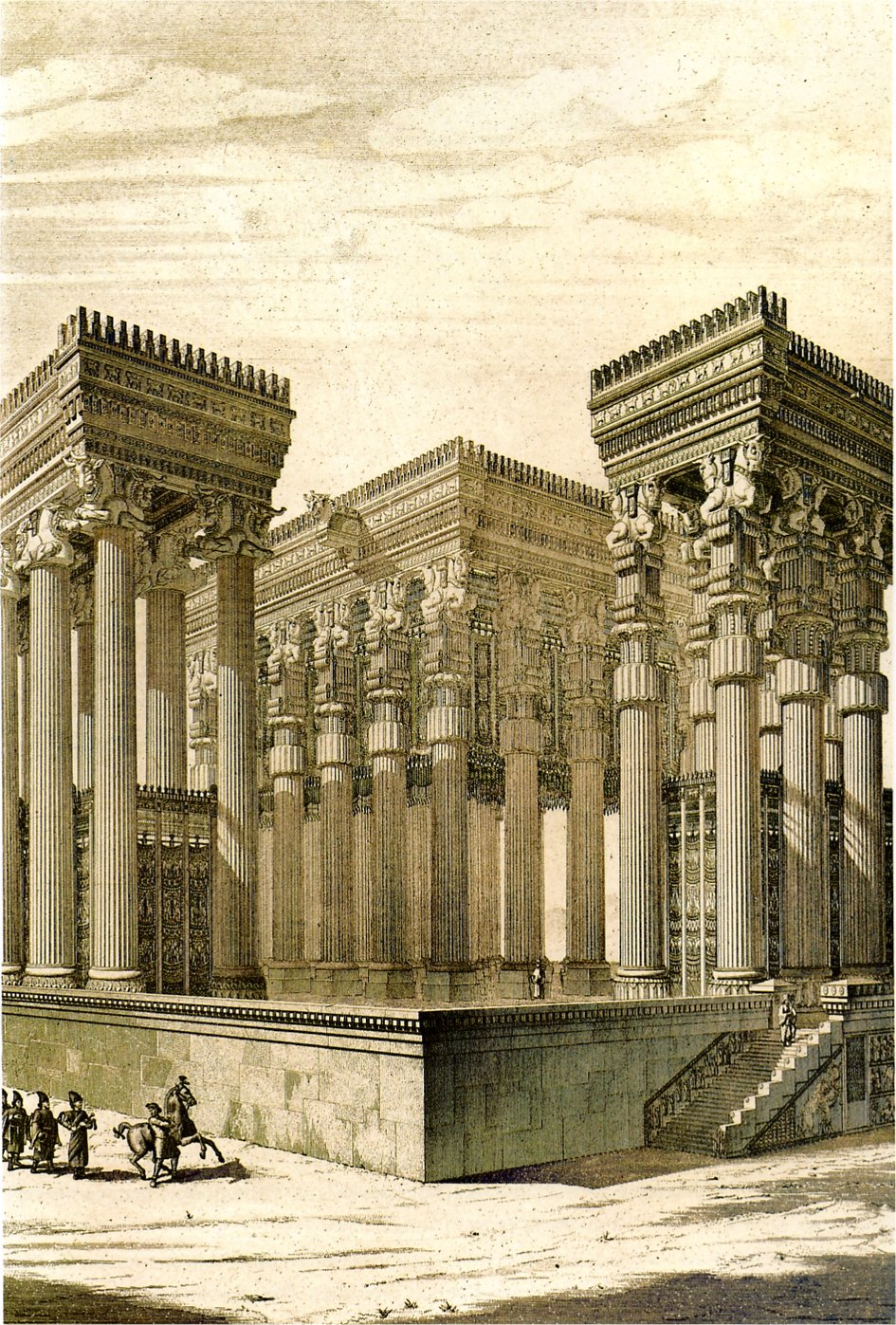
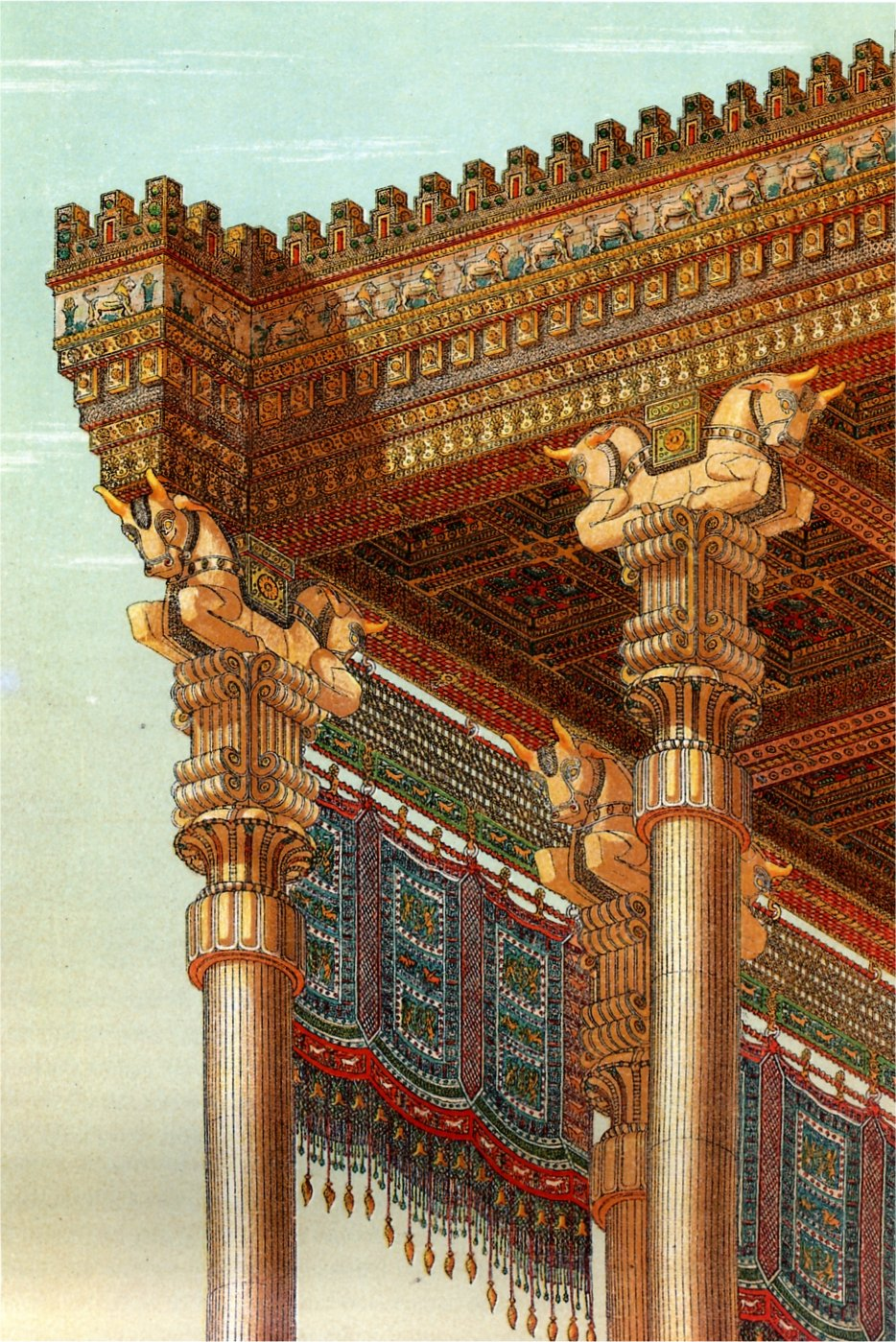
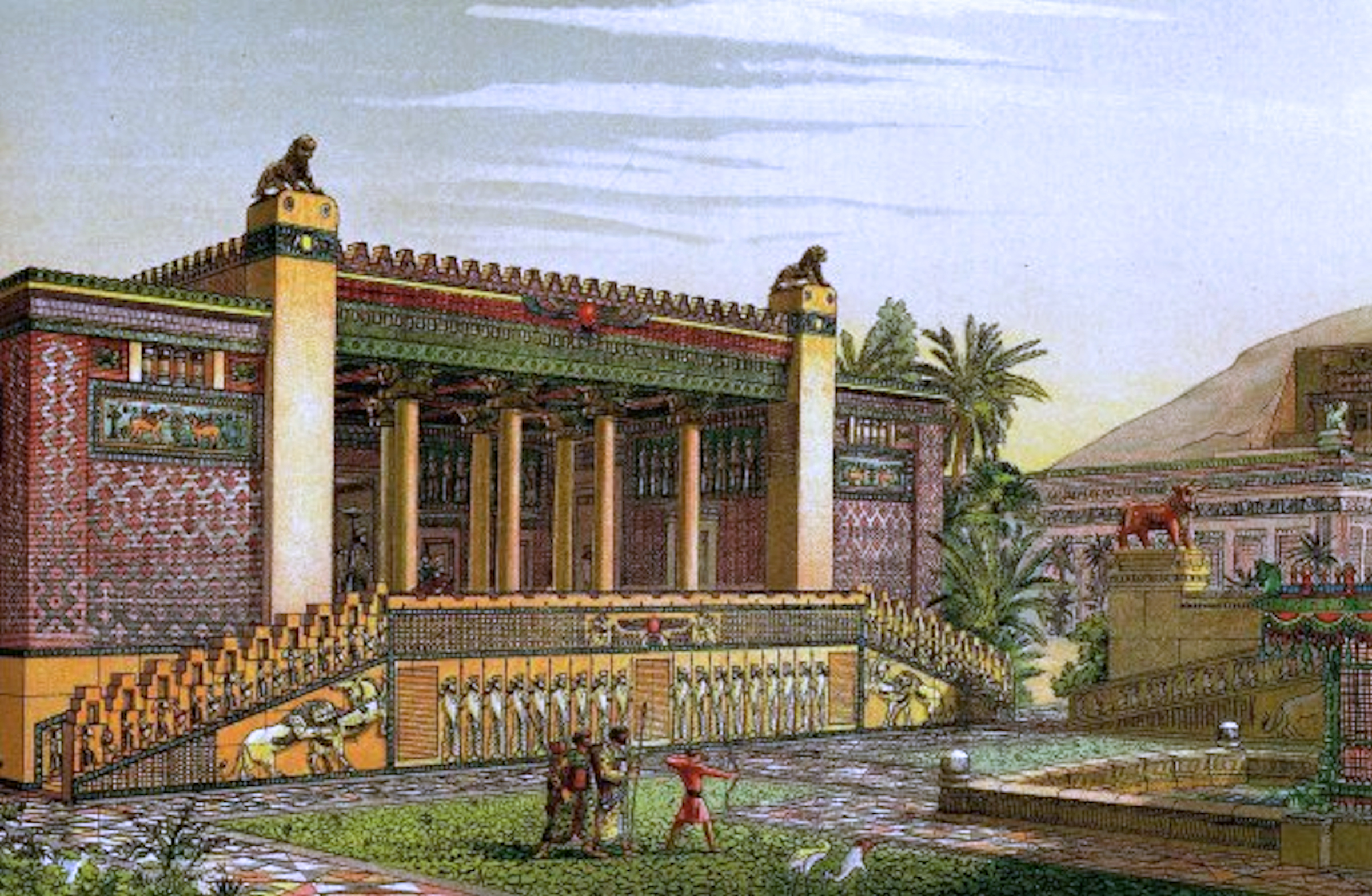